# Apiolae
Apiolae est une antique ville latine située à proximité de l'emplacement actuel d'Albano Laziale. Elle fut détruite par les Romains sous le règne de Tarquin l'Ancien, qui la pilla et ramena à Rome un grand butin.